# Hammarö församling
Hammarö församling är en församling i Södra Värmlands kontrakt i Karlstads stift. Församlingen omfattar hela Hammarö kommun i Värmlands län och utgör ett eget pastorat.

## Administrativ historik
Församlingen har medeltida ursprung. Från 1924 till 1958 var församlingen uppdelad i två kyrkobokföringsdistrikt: Hammarö (176101) och Skoghall (176102).

### Pastorat
- Medeltiden till 5 mars 1584: Annexförsamling i pastoratet Tingvalla, Grava och Hammarö.
- 5 mars 1584 till 1591: Annexförsamling i pastoratet Karlstads stadsförsamling, Karlstads landsförsamling och Hammarö.
- 1591 till 1595: Karlstads stadsförsamling, Karlstads landsförsamling, Grava och Hammarö.
- Från 1595: Församlingen utgör ett eget pastorat.[3]

## Organister
| Period    | Namn               | Levnadstid | Övrigt   |
| --------- | ------------------ | ---------- | -------- |
| 1860-1882 | Karl Edvard Nygren | 1833-1882  | Organist |

## Kyrkor
- Hammarö kyrka
- Skoghalls kyrka